# 高先贵
高先贵（1912年—2018年3月19日），安徽六安县人，中华人民共和国政治人物。

## 生平

### 民国时期
1930年8月，参加中国工农红军。1933年5月加入中国共产党。第一次国共内战期间，历任红四方面军第4军供给处副排长，红30军第90师270团通信队指导员。参加了鄂豫皖苏区反围剿战争、川陕苏区反围剿战争和红四方面军长征。1935年6月，红一、四方面军在长征途中会合后，任红3军团第4师12团经理处卫生队指导员。到陕北后参加了直罗镇和东征战役，后入抗日红军大学学习。抗日战争初期，任八路军第115师344旅688团营特派员，补充团营教导员，教导2旅政治部组织科副科长、科长。1941年12月，任教导2旅第6团政治处主任。1943年9月，任滨海军区第一军分区政治部主任。1944年9月，任滨海军区第13团政治委员。
第二次国共内战期间，随部进军东北，先后任东北民主联军第1纵队第1师2团政治委员，纵队后勤部政治部主任，独立第2师政治部主任，参加辽沈战役。1948年11月，任东北野战军12纵队第34师政治部主任。1949年3月任第四野战军第49军145师政治部主任，参加平津战役等。

### 共和国时期
中华人民共和国成立后，任中国人民解放军第145师政治委员兼广西军区平乐军分区政治委员。1955年，高先贵被授予大校军衔。1956年7月，任广西军区政治部主任。1960年6月，任广州军区后勤部副政治委员。1964年，又被晋升为少将军衔。曾获二级八一勋章、二级独立自由勋章、二级解放勋章。1988年获一级红星功勋荣誉章。